# Gia - Una donna oltre ogni limite
Gia - Una donna oltre ogni limite (Gia) è un film per la televisione del 1998 diretto da Michael Cristofer, con Angelina Jolie, Elizabeth Mitchell e Faye Dunaway.
È una versione romanzata della biografia di Gia Carangi, modella lesbica dipinta nel film come bisessuale, scomparsa in giovane età a causa di complicanze associate all'AIDS, protagonista delle passerelle e del jet set a cavallo degli anni settanta e gli anni ottanta.

## Trama
Filadelfia, anni settanta: l'italoamericana Gia Carangi lascia la famiglia (il padre e i fratelli) per trasferirsi a New York dove inizia la carriera da modella, impressionando positivamente l'agente Wilhelmina Cooper, che con il suo aiuto la fa diventare una star, grazie anche a numerosi servizi fotografici senza veli, rilasciati con trasgressività coniugata a naturalezza.
Cresciuta nel culto della bellezza con la complicità della madre (che aveva abbandonato la famiglia dopo le continue infedeltà), Gia è ribelle, anticonformista e ben presto diviene richiestissima da tutti i più grandi stilisti. Entra nella spirale della cocaina e con l'andar del tempo abusa di ogni tipo di droga.
Inizia una relazione passionale con la truccatrice Linda e cerca di "ripulirsi" frequentando una comunità di recupero, invano: quando entra nel giro dell'eroina inizia il suo declino.
Abbandonata da Linda, dalla madre, dall'agente ed infine da tutti, Gia viene violentata e massacrata di botte da un feroce spacciatore di droga. Quando viene soccorsa in ospedale, scopre di avere l'AIDS, probabilmente a causa dell'uso di un ago infetto. Ormai conscia del proprio destino, prima di morire Gia si riappacifica con la madre, con Linda - l'unica relazione profonda della sua vita - cui lascia il suo diario e i suoi scritti.

## Produzione
Il film non si basa ufficialmente sulla biografia curata da Stephen Fried, sebbene sia stata in parte usata come base per la sceneggiatura.

## Colonna sonora
- Young at Heart - Jeanie Brown
- Dancing with Myself - Billy Idol
- Brass in Pocket - The Pretenders
- Let's Dance - David Bowie
- The Killing Moon - Echo & the Bunnymen
- Will She Stay? - Jeanie Brown

## Accoglienza
Il film ha suscitato il disappunto della famiglia Carangi, di diversi amici e colleghi, secondo i quali il film fornisce un'immagine di Gia completamente estranea alla realtà, tanto che risulta assai difficoltoso ricordarla attraverso le gesta dell'attrice protagonista. Il fratello Joe Jr. in un'intervista telefonica affermò: "Non capisco come girano film su una persona e dove prendono le informazioni senza parlare con coloro che la conoscevano". Anche l'amico della modella durante la permanenza in riabilitazione espresse il suo disappunto: "Lei non avrebbe voluto che la sua storia fosse ridotta ad una diatriba contro le droghe. Gia voleva che si indagasse sul perché la gente si sballa".
La zia, a cui la Carangi era molto legata, si disse dispiaciuta del fatto che la nipote sarebbe stata rappresentata come una fastidiosa mocciosa che commetteva stramberie per attirare l'attenzione, anziché come un individuo complesso ed emotivamente fragile. "Gia era una donna molto affascinante ed estremamente attraente [...] Stava solo cercando di essere felice: cercava qualcosa e non l'ha mai trovata".

## Riconoscimenti
- 1999 – Golden Globe
  - Miglior attrice in una mini-serie o film per la televisione a Angelina Jolie